# 新利府車站
新利府車站（日语：／ Shin-rifu eki */?）是一由東日本旅客鐵道（JR東日本）所經營的鐵路車站，位於日本宮城縣宮城郡利府町字谷地脇。新利府是JR東日本東北本線利府支線沿線的一個無人車站，管轄上位於JR東日本仙台支社的範圍之內，由仙台車站管理。
雖然只是一個在來線小站，但新利府車站卻緊鄰著JR東日本旗下負責東北、上越、山形、秋田與長野新幹線等所有該公司轄下新幹線車輛維修保養工作的車輛基地——新幹線綜合車輛中心（新幹線総合車両センター）。因此，新利府可說是個為了車輛中心工作人員進出便利而設的專用車站。

## 車站結構

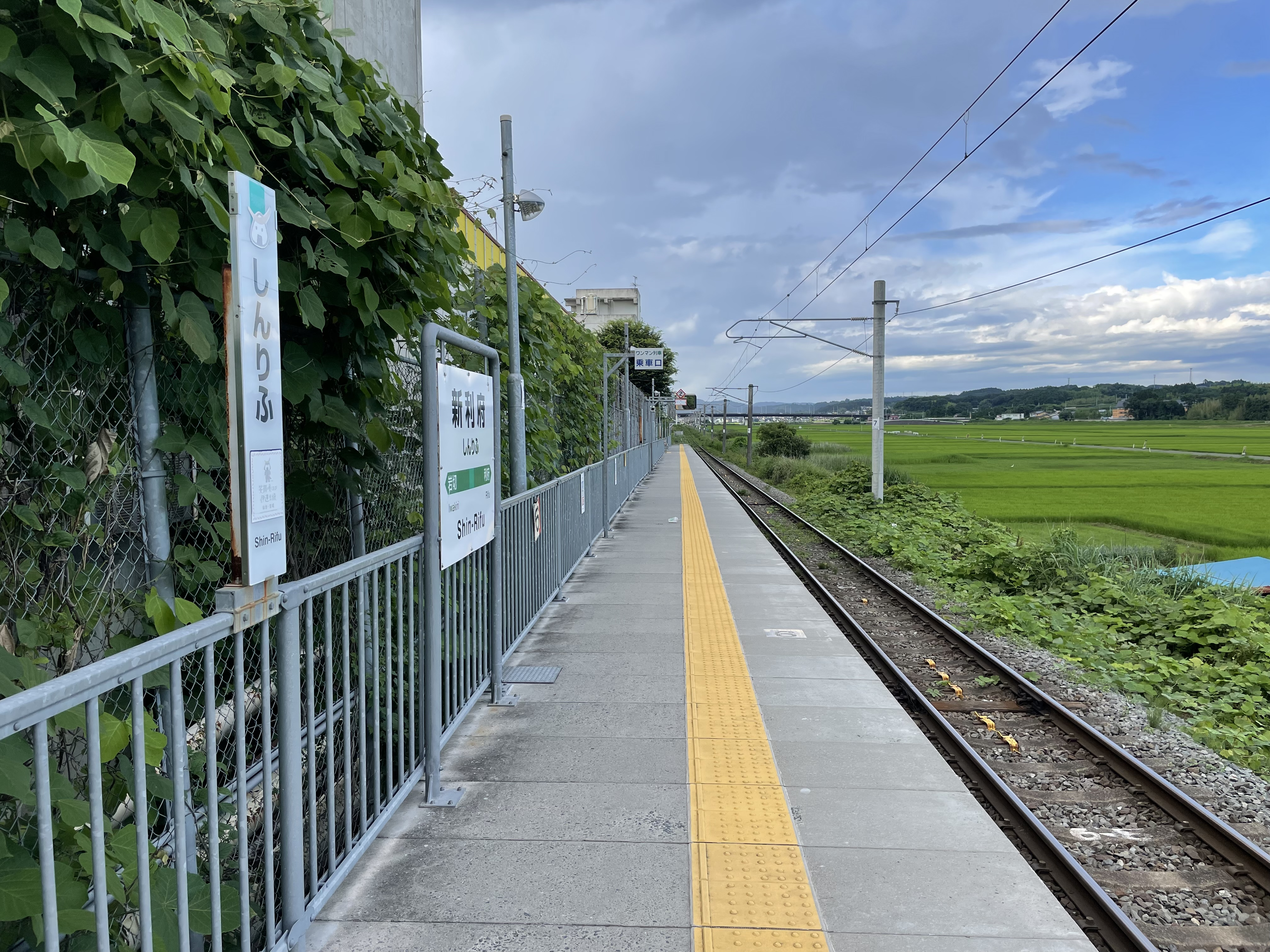
月台向北望（2022年7月攝）

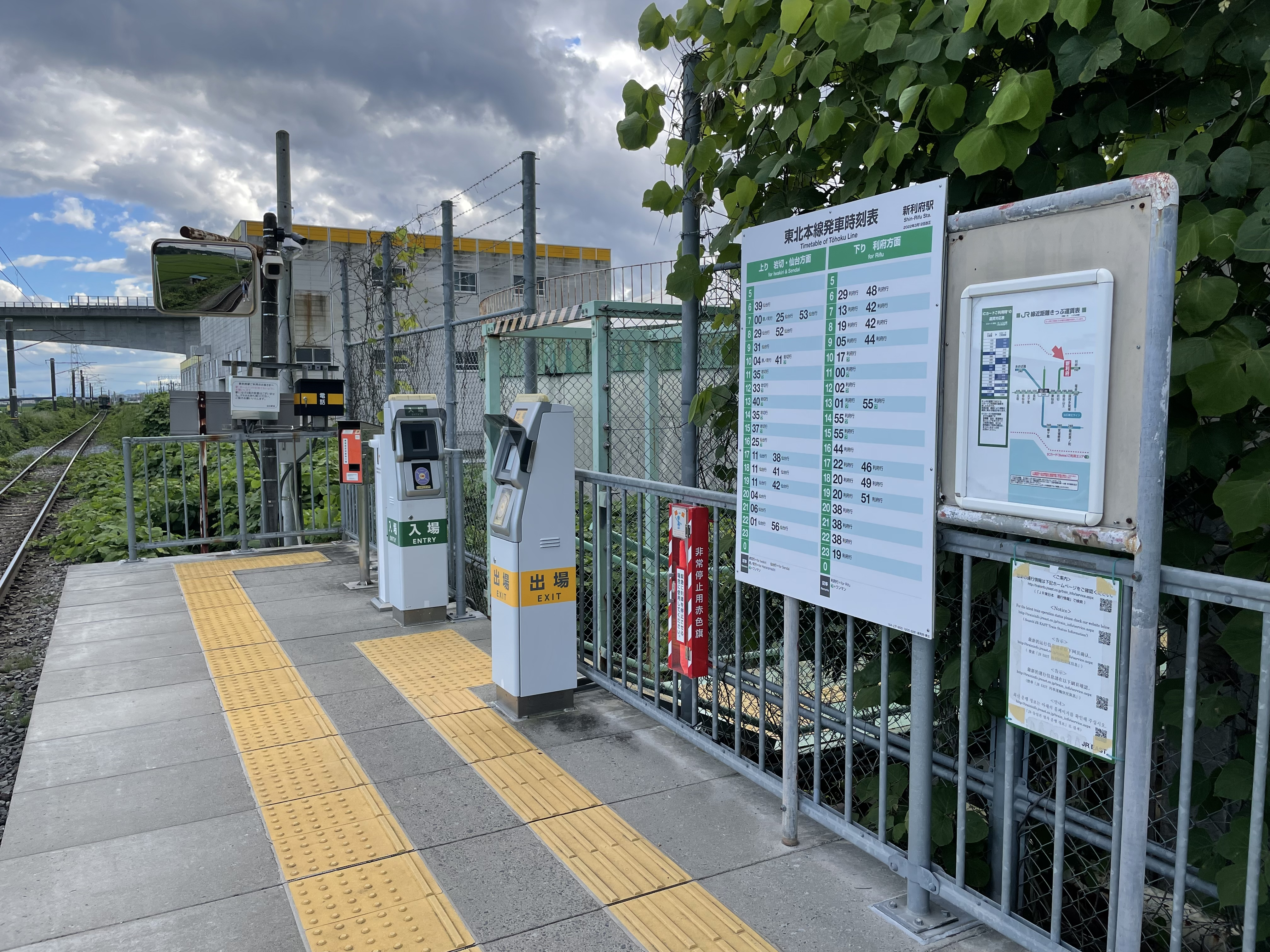
检票口（2022年7月攝）

側式月台1面1線的地面車站。

## 相鄰車站
東日本旅客鐵道
■東北本線（利府支線）
岩切－新利府－利府

## 外部連結
- （日語）新利府車站（JR東日本） （页面存档备份，存于）
- （日語）東日本旅客鐵道 新幹線綜合車輛中心